# 巴塞霍爾 (堪薩斯州)
巴塞霍爾（英語：Basehor）是一個位於美國堪薩斯州萊文沃思縣的城市。

## 地方資料
根據2020年美國人口普查的數據，巴塞霍爾的面積為18.74平方千米，當中陸地面積為18.50平方千米，而水域面積為0.24平方千米。當地共有人口6896人，而人口密度為每平方千米367.98人。